# Marvel Science Stories
Marvel Science Stories va ser una revista pulp estatunidenca editada per Robert O. Erisman. Inicialment va ser publicada per Postal Publications, i en la segona fase va ser publicada per Western Publishing, totes dues empreses propietats d'Abraham i Martin Goodman. El primer número es va publicar l'agost de 1938, i destacava per incloure històries amb més contingut sexual que el que era habitual pel gènere, incloent diverses històries de Henry Kuttner, sota el seu nom propi i també signades sota pseudònims. La reacció era generalment negatiu, amb un lector que refereix a Kuttner història "La Trampa de Temps" mentre "escombraries". Va ser la primera de diverses revistes que van incloure Marvel al títol, igual que ho faria Marvel Mystery Comics.
La revista va ser cancel·lada l'abril de 1941, tot i que després del boom de la ciència-ficció de la dècada de 1950 els editors van rellançar el projecte. El primer número de la segona etapa es va vendre el novembre de 1950, i el projecte es va allargar fins al maig de 1952. Més enllà de Kuttner, alguns dels col·laboradors durant la primera etapa van ser Arthur J. Burks i Jack Williamson; i durant la segona etapa va incloure textos d'Arthur C. Clarke, Isaac Asimov, Jack Vance, i L. Sprague de Camp, entre d'altres. En opinió d'historiador de Ciència-ficció Joseph Marchesani, la qualitat de la segona etapa de la revista fou superior de la primera, però incapaç de competir amb la qualitat de les revistes de la mateixa temàtica que van aparèixer en la mateixa època.